# Щедрик білобровий
Ще́дрик білобровий (Crithagra reichardi) — вид горобцеподібних птахів родини в'юркових (Fringillidae). Мешкає в Африці на південь від Сахари. Crithagra striatipectus раніше вважався підвидом білобрового щедрика. Вид названий на честь німецького мандрівника Пауля Рейхарда.

## Опис
Довжина птаха становить 12,5-13,5 см, вага 11,3-17,2 г. Верхня частина голови і верхня частина тіла коричнювато-сірі, поцятковані бурими смужками, хвіст і крила темні. Підборіддя і горло білуваті з легким рудуватим відтінком, решта нижньої частини тіла коричнювата, гузка білувата. Груди поцятковані темно-коричневими вертикальними смужками. Над очима білі "брови", під дзьобом білі "вуса". Очі темно-карі, дзьоб і лапи тілесного кольору.

## Поширення і екологія
Білоброві щедрики мешкають в західній, центральній і південній Танзанії, на півдні і сході Демократичної Республіки Конго, в Замбії, Малаві і північному Мозамбіку, трапляються в Анголі, Бурунді і Зімбабве. Вони живуть в саванах і сухих чагарникових заростях міомбо, на полях, плантаціях, пасовищах і в садах. Зустрічаються парами або невеликими зграйками, на висоті до 2000 м над рівнем моря. Живляться переважно насінням трав і чагарників, а також пагонами, ягодами і дрібними безхребетними. Сезон розмноження триває з січня по березень і з липня по серпень. Гніздо чашоподібне, розміщується в розвилці між гілками. В кладці від 3 до 5 яєць, інкубаційний період триває приблизно 2 тижні.